# Robinson Ekspeditionen 2021
Robinson Ekspeditionen 2021 er den 22. sæson af den danske version af den svenske reality-tv-serie Expedition Robinson, Robinson Ekspeditionen.
Efter et årti med lokation på Fillippinerne, skiftede Robinson Ekspeditonen i denne sæson lokationen til Den Dominikanske Republik i det Caribiske Hav. 
Sæsonen havde premiere den 6. september 2021 på Viaplay og TV3. Sæsonen var desuden den første siden 2019, da 2020-sæsonen blev aflyst pga. den verdensomspændende corona-epidemi.
For første gang i Robinsons historie fik deltagerne selv lov til at danne deres hold. De første hold blev dannet af Peter Larsen, der blev holdkaptajn for Hold Syd og Adelina Igrishta, som blev holdkaptajn for Hold Nord.
Efter at Hold Nord havde tabt den 10. kappestrid i træk, hvilket var rekorden for antal nederlag i træk i Robinsonhistorie, besluttede Kjeldberg, at der skulle dannes nye hold. De nye hold blev dannet af Martin Mortensen, der blev holdkaptajn for Hold Nord og Katrine Ørskov Hedeman, der blev holdkaptajn for Hold Syd.
Efter 28 dage blev holdene sammenlagt og Hold Nord og Hold Syd blev opløst. 

## Placeringer
| Deltager                                        | Oprindeligt hold | Nyt hold  | Nyt hold                    | Sammenlægning   | Placering                         |
| ----------------------------------------------- | ---------------- | --------- | --------------------------- | --------------- | --------------------------------- |
| Katrine Ørskov Hedeman 27, Herlev               | Hold Syd         | Hold Syd  | Hold Syd                    | Sammenlagt hold | vinder                            |
| Martin Mortensen 36, Vejle                      | Hold Nord        | Hold Nord | Hold Nord                   | Sammenlagt hold | 2. plads                          |
| Jesper Warburg 37, København                    | Hold Syd         | Hold Nord | Hold Nord                   | Sammenlagt hold | 3. plads                          |
| Amanda Sascha 28, Søborg                        | Hold Syd         | Hold Nord | Hold Nord                   | Sammenlagt hold | tabte i duel mod Katrine 4. plads |
| Ralf Østergaard Christensen 43, København       | Hold Syd         | Hold Nord | Hold Nord                   | Sammenlagt hold | 5. plads                          |
| Oliver Lawson 28, København                     | Hold Syd         | Hold Syd  | Hold Syd                    | Sammenlagt hold | Tabte i duel i øråd 6. plads      |
| Laila Holme 41, Greve                           | Hold Nord        | Hold Syd  | Hold Syd                    | Sammenlagt hold | Stemt ud i øråd 7. plads          |
| Ninos Oraha 32, Tilst                           | Hold Nord        | Hold Syd1 | Hold Syd                    | Sammenlagt hold | Tabte dødskamp 8. plads           |
| Johannes La Cour Ladegaard 30, Børkop           | Hold Syd         | Hold Syd  | Hold Syd                    | Sammenlagt hold | Stemt ud i øråd 9. plads          |
| Frederik Willems 27, Aarhus                     | Hold Syd         | Hold Syd  | Hold Syd                    | Sammenlagt hold | Stemt ud i øråd 10. plads         |
| Peter Larsen 55, Skanderborg                    | Hold Syd         | Hold Nord | Hold Nord                   | Sammenlagt hold | Tabte dødskamp 11. plads          |
| Martin Svensson 31, Vordingborg                 | Hold Nord        | Hold Nord | Hold Nord                   |                 | Tabte dødskamp 12. plads          |
| Ida Betina 26, Esbjerg                          | Hold Nord        | Hold Syd  | Hold Syd                    |                 | Tabte dødskamp 13. plads          |
| Anders Lysholt 37, Højbjerg                     | Hold Syd         | Hold Nord | Hold Nord                   |                 | Stemt ud i øråd 14. plads         |
| Christian Frederik Oxholm Sonne 50, Snekkersten | Hold Nord        | Hold Syd  | Hold Syd                    |                 | Stemt ud i øråd 15. plads         |
| Rikke Steen Bagger 26, Valby                    | Hold Nord        | Hold Nord | Hold Nord                   |                 | Stemt ud i øråd 16. plads         |
| Prince Ange Højgaard Gdouble 33, København      | Hold Nord        |           |                             |                 | Stemt ud i øråd 17. plads         |
| Adelina Igrishta 23, Aalborg                    | Hold Nord        |           |                             |                 | Stemt ud i øråd 18. plads         |
| Astrid Hessellund 46, Nykøbing Falster          | Hold Syd         |           |                             |                 | Udgået pga. skade 19. plads       |
| Lisa Jørgensen 33, Køge                         | Hold Nord        |           | Stemt ud i øråd 20. plads   |                 |                                   |
| Tine Skou Laursen 38, Aarhus                    | Hold Nord        |           | Stemt ud i øråd 21. plads   |                 |                                   |
| Asma Saidi 24, Odense                           | Hold Syd         |           | Udgået pga. skade 22. plads |                 |                                   |

1. ↑ Ninos Oraha skiftede hold i forbindelse med at han tabte en duel hvor konsekvensen af et nederlag, var et holdskifte.

## Øråds resultater
|                 | Oprindelige hold | Oprindelige hold | Oprindelige hold | Oprindelige hold | Oprindelige hold | Oprindelige hold | Oprindelige hold | Oprindelige hold | Oprindelige hold | Oprindelige hold | Oprindelige hold | Oprindelige hold | Nye hold  | Nye hold  | Nye hold  | Nye hold  | Nye hold  | Nye hold  | Sammenlagt hold | Sammenlagt hold | Sammenlagt hold | Sammenlagt hold | Sammenlagt hold | Sammenlagt hold | Sammenlagt hold | Sammenlagt hold | Sammenlagt hold | Sammenlagt hold |
| --------------- | ---------------- | ---------------- | ---------------- | ---------------- | ---------------- | ---------------- | ---------------- | ---------------- | ---------------- | ---------------- | ---------------- | ---------------- | --------- | --------- | --------- | --------- | --------- | --------- | --------------- | --------------- | --------------- | --------------- | --------------- | --------------- | --------------- | --------------- | --------------- | --------------- |
| Episode         | 1                | 1                | 1                | 1                | 1                | 1                | 2                | 2                | 3                | 3                | 4                | 4                | 5         | 5         | 6         | 6         | 7         | 7         | 9               | 9               | 10              | 10              | 10              | 11              | 11              | 14              | 14              | 14              |
| Dag             | 4                | 4                | 4                | 4                | 4                | 4                | 7                | 7                | 10               | 10               | 13               | 13               | 17        | 17        | 20        | 20        | 23        | 23        | 30              | 30              | 33              | 33              | 33              | 37              | 37              | 41              | 41              | 41              |
| Hold            | Hold Nord        | Hold Nord        | Hold Nord        | Hold Nord        | Hold Nord        | Hold Nord        | Hold Nord        | Hold Nord        | Hold Nord        | Hold Nord        | Hold Nord        | Hold Nord        | Hold Nord | Hold Nord | Hold Syd  | Hold Syd  | Hold Nord | Hold Nord | Sammenlagt hold | Sammenlagt hold | Sammenlagt hold | Sammenlagt hold | Sammenlagt hold | Sammenlagt hold | Sammenlagt hold | Sammenlagt hold | Sammenlagt hold | Sammenlagt hold |
| Elimineret      | Tine             | Tine             | Tine             | Tine             | Tine             | Tine             | Lisa             | Lisa             | Adelina          | Adelina          | Prince           | Prince           | Rikke     | Rikke     | Christian | Christian | Anders    | Anders    | Frederik        | Frederik        | Johannes        | Johannes        | Johannes        | Laila           | Laila           | Oliver2         | Oliver2         | Oliver2         |
| Kandidater      | Tine             | Lisa             | Rikke            | Ida              | Christian        | Adelina          | Lisa             | Ida              | Adelina          | Ida              | Prince           | Rikke            | Rikke     | Peter     | Christian | Laila     | Anders    | Amanda    | Frederik        | Ninos           | Johnnes         | Amanda          | Jesper          | Laila           | Amanda          | Oliver          | Jesper          | Amanda          |
| Stemmefordeling | 7                | 1                | 1                | 1                | 1                | 1                | 7                | 2                | 8                | 1                | 6                | 3                | 7         | 1         | 6         | 5         | 6         | 2         | 7               | 2               | 8               | 1               | 2               | 6               | 2               | 2               | 1               | 2               |

2. ↑ De to deltager med flest stemmer skulle i duel kæmpe om at blive i Robinson.